# Wasted Love (Johannes Pietsch)
Wasted Love è il singolo di debutto del cantautore austriaco Johannes Pietsch, pubblicato il 6 marzo 2025.
Nel 2025 ha vinto la 69ª edizione dell'Eurovision Song Contest.

## Descrizione
Wasted Love è stata scritta dallo stesso Pietsch, Teodora "Teya" Špirić e Thomas Thurner, quest'ultimo responsabile anche della produzione insieme a Pele Loriano e Wojciech Kostrzewa.
Fondendo elementi pop e lirici in un crescendo che sfocia in sonorità techno, la canzone esplora il tormento di un amore non corrisposto: il protagonista, sopraffatto da un "oceano d'amore", osserva la persona da lui amata allontanarsi per timore di esserne travolta. Nonostante il tentativo di aggrapparsi al passato, finisce alla deriva in un abisso emotivo, incapace di colmare il vuoto lasciato dalla rottura.
In un comunicato stampa ufficiale diffuso dall'emittente austriaca ORF, Johannes Pietsch ha così descritto il messaggio del brano:

## Promozione
Il 7 settembre 2024 l'emittente austriaca ORF ha confermato la sua partecipazione all'Eurovision Song Contest 2025, annunciando la scelta del suo rappresentante attraverso una selezione interna. A ottobre 2024, i media austriaci hanno riportato che sette artisti erano stati selezionati dopo un casting dal vivo presso gli studi dell'emittente. La selezione è avvenuta tramite il voto di una giuria tecnica, composta da 30 esperti del settore musicale locale e internazionale, insieme a rappresentanti dell'OGAE provenienti da cinque paesi diversi e al team eurovisivo dell'ORF.
Il 30 gennaio 2025, durante la trasmissione radiofonica Ö3-Wecker su Hitradio Ö3, Wasted Love, interpretato da Johannes Pietsch (sotto il nome d'arte JJ), è stato annunciato come il brano rappresentante l'Austria sul palco eurovisivo di Basilea. Il singolo è stato ufficialmente pubblicato il successivo 6 marzo.

## Video musicale
Il video musicale, diretto dal regista viennese Vesely Marek, è stato reso disponibile in concomitanza con il rilascio del singolo attraverso il canale YouTube dell'Eurovision Song Contest.
Secondo Marek, il video "vuole essere un viaggio visivo nell'abisso profondo dell'amore non corrisposto, enfatizzato da elementi drammatici".

## Tracce
Testi e musiche di Johannes Pietsch, Teodora "Teya" Špirić e Thomas Thurner.
1. Wasted Love – 2:44

## Formazione
- Johannes Pietsch – voce
- Teodora Špirić – cori
- Budapest Scoring Orchestra – orchestra
- Thomas Thurner – produzione, batteria, pianoforte
- Pele Loriano – produzione
- Wojciech Kostrzewa – programmazione
- Paul Sams – programmazione
- Mischa Janisch – mastering
- Michael Höchtl – missaggio

## Classifiche
| Classifica (2025) | Posizione massima |
| ----------------- | ----------------- |
| Austria           | 1                 |
| Belgio (Fiandre)  | 28                |
| Finlandia         | 10                |
| Germania          | 13                |
| Grecia            | 1                 |
| Irlanda           | 53                |
| Islanda           | 10                |
| Israele           | 51                |
| Lettonia          | 6                 |
| Lituania          | 5                 |
| Lussemburgo       | 8                 |
| Norvegia          | 27                |
| Paesi Bassi       | 36                |
| Polonia           | 34                |
| Portogallo        | 77                |
| Regno Unito       | 53                |
| Svezia            | 8                 |
| Svizzera          | 3                 |